# Mileewa rubricosta
Mileewa rubricosta (лат.) — вид цикадок рода Mileewa из отряда полужесткокрылых насекомых. Эндемик Китая (Gansu Province, Diebu County, Lazikou, на высоте 2121 м).

## Описание
Длина около 6 мм. От близких видов отличается по нетипичной для рода красновато-коричневой окраске дорзума (у Mileewa обычно чёрно-коричневая). Верх головы с продольной срединной полосой и ещё по одной тонкой сублатеральной полосе в передней половине с каждой стороны, небольшое желтовато-белое пятно на заднем крае по обе стороны от срединной линии; глаза желтовато-коричневые; оцеллии  тускло-красноватые; переднеспинка с двумя симметрично расположенными по переднему краю желтовато-коричневыми косыми полосами, сзади соединенными с двумя небольшими пятнами; грудь с небольшими желтовато-коричневыми пятнами; переднее крыло гиалиновое пятнистое с бледным и темно-коричневым, жилки красноватые; вентер желтовато-оранжевый. Также необычно то, что вершина переднего крыла лишь слегка закруглена, а не усечена или вогнута, как у большинства других Mileewa. Тем не менее, он похож на M. zhanae Yang, Meng & Li по форме эдеагуса сбоку, но его можно отличить от последнего вида по более расширенному эдеагусу с вентральной стороны и по его неразветвленному пигоферному отростку (раздвоенный у M. zhanae). Вид был впервые описан в 2021 году по материалам из Китая.